# Gastrectomie
La gastrectomie est l'ablation chirurgicale totale ou partielle de l'estomac.
La première gastrectomie partielle a été réalisée avec succès en 1879 par Jules-Émile Péan, et la première gastrectomie totale a été réussie deux ans plus tard, en 1881, par Theodor Billroth pour un cancer de l'estomac.
Les gastrectomies sont effectuées pour traiter les cancers, les cas sérieux d'ulcère peptique, et les perforations de la paroi stomacale. Cette procédure est devenue moins courante depuis que les ulcères peptiques peuvent être traités par des antibiotiques efficaces contre Helicobacter pylori, ou bien par endoscopie.